# Rajd Firestone 1973
Rajd Firestone 1973 (7. Rallye Firestone) – 7. edycja rajdu samochodowego Rajd Firestone rozgrywanego w Hiszpanii. Rozgrywany był od 6 do 8 kwietnia 1973 roku. Była to czwarta runda Rajdowych Mistrzostw Europy w roku 1973 oraz piąta runda Rajdowych Mistrzostw Hiszpanii.

## Klasyfikacja rajdu
| Miejsce                      | Kierowca                     | Pilot                           | Samochód                     | Czas                         | Strata                       |                              |
| Klasyfikacja generalna i ERC | Klasyfikacja generalna i ERC | Klasyfikacja generalna i ERC    | Klasyfikacja generalna i ERC | Klasyfikacja generalna i ERC | Klasyfikacja generalna i ERC | Klasyfikacja generalna i ERC |
| ---------------------------- | ---------------------------- | ------------------------------- | ---------------------------- | ---------------------------- | ---------------------------- | ---------------------------- |
| 1.                           | Sandro Munari                | Mario Mannucci                  | Lancia Stratos HF            | 4:20:21                      | 0.0                          |                              |
| 2.                           | Leif Asterhag                | Anders Gullberg                 | BMW 2002 Tii                 | 4:24:17                      | +3:56                        |                              |
| 3.                           | Marc Etchebers               | Marie-Christine Etchebers-Rives | Porsche 911 S                | 4:25:50                      | +5:29                        |                              |
| 4.                           | Chris Sclater                | Bob de Jong                     | Ford Escort RS 1600 MKI      | 4:26:56                      | +6:35                        |                              |
| 5.                           | Gunnar Blomqvist             | Ingelöv Blomqvist               | Opel Ascona 1.9 SR           | 4:30:03                      | +9:42                        |                              |
| 6.                           | Antonio Zanini               | Jordi Sabater                   | Seat 124 / 1800              | 4:31:26                      | +11:05                       |                              |
| 7.                           | Harold Morley                | Peter Bryant                    | Porsche 911 S                | 4:38:16                      | +17:55                       |                              |
| 8.                           | Jack Tordoff                 | J. Forrest                      | Porsche 911 Carrera RS 2.7   | 4:39:57                      | +19:36                       |                              |
| 9.                           | Arne Allansson               | Rolf Jägerstedt                 | BMW 2002                     | 4:40:05                      | +19:44                       |                              |
| 10.                          | Fernando Lezama Leguizamón   | Juan M. Casas                   | Seat 1430                    | 4:47:19                      | +26:58                       |                              |